# Svedäng
Svedäng är en by i Östervåla socken, Heby kommun.
Svedäng omtalas i dokument första gången 1541 ("Suedenge"). Under 1500-talet upptas det som helt mantal som 2 öresland 16 penningland. Förleden syftar på att byn är upptagen som svedjeland. Enligt 1700-taleskartor anges byn vara avgärdad från Bjurvalla, något som styrks av ägornas utseende. 
Bland bebyggelser på ägorna märks Klingbo, dokumenterat sedan 1890-talet. Torpet fungerade som soldattorp för soldaten 303 vid Västmanlands regemente med soldatnamnet Kling. Solbacka är ett nu försvunnet torp som uppfördes i slutet av 1800-talet. Västervik eller Trasket är ett annat torp uppfört i slutet av 1800-talet.